# Joseph Manu
Pour les articles homonymes, voir Manu.

a Compétitions nationales et continentales officielles uniquement.

b Matchs officiels uniquement.
Joseph Manu, né le 29 juin 1996 à Hamilton (Nouvelle-Zélande), est un joueur international néo-zélandais de rugby à XIII évoluant aux postes de centre, d'ailier, d'arrière ou de demi d'ouverture dans les années 2010 et 2020. À partir de fin 2024, il passe au rugby à XV et joue au poste de centre.
Il pratique le rugby à XIII dès son plus jeune âge d'abord en Nouvelle-Zélande puis à partir de son adolescence en Australie en signant pour les équipes de jeunes des Sydney Roosters. Sélectionné dans les équipes de jeunes de l'équipe d'Australie, il opte à partir de 19 ans pour les couleurs de son pays natal la Nouvelle-Zélande. Grand espoir de son sport, il dispute la National Rugby League (« NRL ») avec les Sydney Roosters à partir de la saison 2016 et y devient un titulaire à partir de la saison 2017. Il prend une part active dans les succès de son club en remportant la NRL à deux reprises en 2018 et 2019, ainsi que deux titres du World Club Challenge en 2018 et 2020. Son poste de prédilection est le poste de centre, dont il est nommé le meilleur de la NRL lors de la saison 2022, mais peut occuper diverses postes à l'arrière.
Membre titulaire de l'équipe de Nouvelle-Zélande depuis 2018, il prend notamment part à la Coupe du monde 2022 disputant une demi-finale, et a 17 sélections. Il y compte des victoires de prestige face à l'Australie, l'Angleterre et la Grande-Bretagne.

## Biographie

### 2018: Premier titre de National Rugby League
Composition des Roosters :

### 2019: Deuxième titre de National Rugby League
Composition des Roosters :

### 2022: Demi-finaliste de la Coupe du monde
Composition des Roosters :

### 2024: départ au rugby à XV au Toyota Verblitz
A 28 ans, Joseph Manu  est courtisé par de nombreux clubs de rugby à XV, tels que le Montpellier Hérault Rugby. Finalement en mars 2024, il annonce rejoindre le club japonais de rugby à XV le Toyota Verblitz dont les entraîneurs sont les anciens sélectionneurs des All Blacks Steve Hansen et Ian Foster, et où évoluent les anciens internationaux néo-zélandais Beauden Barrett et Aaron Smith, avec un contrat d'un an d'un million de dollars australiens.
Il y marque 11 essais en 18 matchs.

### 2025: départ au Racing 92
Il rejoint ensuite le Racing 92, évoluant en Championnat de France de rugby à XV jusqu'en 2027.

## Palmarès
- Collectif :
  - Vainqueur du World Club Challenge : 2019 et 2020 (Sydney Roosters).
  - Vainqueur de la National Rugby League : 2018 et 2019 (Sydney Roosters).

- Individuel : 
  - Elu meilleur centre de la National Rugby League : 2022 (Sydney Roosters).
  - Rugby League International Federation Golden Boot : 2022

### Détails en sélection
| Matchs internationaux de Joseph Manu     | Matchs internationaux de Joseph Manu | Matchs internationaux de Joseph Manu | Matchs internationaux de Joseph Manu | Matchs internationaux de Joseph Manu | Matchs internationaux de Joseph Manu | Matchs internationaux de Joseph Manu | Matchs internationaux de Joseph Manu | Matchs internationaux de Joseph Manu | Matchs internationaux de Joseph Manu | Matchs internationaux de Joseph Manu | Matchs internationaux de Joseph Manu |
|                                          | Date                                 | Adversaire                           | Résultat                             | Compétition                          | Poste                                | Points                               | Essais                               | Pen.                                 | Drops                                |                                      |                                      |
| ---------------------------------------- | ------------------------------------ | ------------------------------------ | ------------------------------------ | ------------------------------------ | ------------------------------------ | ------------------------------------ | ------------------------------------ | ------------------------------------ | ------------------------------------ | ------------------------------------ | ------------------------------------ |
| sous les couleurs de la Nouvelle-Zélande |                                      |                                      |                                      |                                      |                                      |                                      |                                      |                                      |                                      |                                      |                                      |
| 1.                                       | 13 octobre 2018                      | Australie                            | 26-24                                | Test-match                           | Centre                               | 4                                    | 1                                    | -                                    | -                                    |                                      |                                      |
| 2.                                       | 27 octobre 2018                      | Angleterre                           | 16-18                                | Test-match                           | Centre                               | -                                    | -                                    | -                                    | -                                    |                                      |                                      |
| 3.                                       | 4 novembre 2018                      | Angleterre                           | 14-20                                | Test-match                           | Centre                               | -                                    | -                                    | -                                    | -                                    |                                      |                                      |
| 4.                                       | 11 novembre 2018                     | Angleterre                           | 34-0                                 | Test-match                           | Centre                               | -                                    | -                                    | -                                    | -                                    |                                      |                                      |
| 5.                                       | 22 juin 2019                         | Tonga                                | 34-14                                | Coupe de l'Océanie                   | Centre                               | 4                                    | 1                                    | -                                    | -                                    |                                      |                                      |
| 6.                                       | 25 octobre 2019                      | Australie                            | 4-26                                 | Coupe de l'Océanie                   | Centre                               | -                                    | -                                    | -                                    | -                                    |                                      |                                      |
| 7.                                       | 2 novembre 2019                      | Grande-Bretagne                      | 12-8                                 | Test-match                           | Centre                               | -                                    | -                                    | -                                    | -                                    |                                      |                                      |
| 8.                                       | 9 novembre 2019                      | Grande-Bretagne                      | 23-8                                 | Test-match                           | Centre                               | 4                                    | 1                                    | -                                    | -                                    |                                      |                                      |
| 9.                                       | 25 juin 2022                         | Tonga                                | 26-6                                 | Test-match                           | Arrière                              | -                                    | -                                    | -                                    | -                                    |                                      |                                      |
| 10.                                      | 16 octobre 2022                      | Liban                                | 34-12                                | Coupe du monde                       | Arrière                              | 4                                    | 1                                    | -                                    | -                                    |                                      |                                      |
| 11.                                      | 22 octobre 2022                      | Jamaïque                             | 68-6                                 | Coupe du monde                       | Demi d’ouverture                     | -                                    | -                                    | -                                    | -                                    |                                      |                                      |
| 12.                                      | 28 octobre 2022                      | Irlande                              | 48-10                                | Coupe du monde                       | Arrière                              | 4                                    | 1                                    | -                                    | -                                    |                                      |                                      |
| 13.                                      | 5 novembre 2022                      | Fidji                                | 24-18                                | Coupe du monde                       | Arrière                              | 4                                    | 1                                    | -                                    | -                                    |                                      |                                      |
| 14.                                      | 11 novembre 2022                     | Australie                            | 14-16                                | Coupe du monde                       | Arrière                              | -                                    | -                                    | -                                    | -                                    |                                      |                                      |
| 15.                                      | 21 octobre 2023                      | Samoa                                | 50-0                                 | Test-match                           | Centre                               | -                                    | -                                    | -                                    | -                                    |                                      |                                      |
| 16.                                      | 28 octobre 2023                      | Australie                            | 18-36                                | Test-match                           | Centre                               | -                                    | -                                    | -                                    | -                                    |                                      |                                      |
| 17.                                      | 4 novembre 2023                      | Australie                            | 30-0                                 | Test-match                           | Centre                               | -                                    | -                                    | -                                    | -                                    |                                      |                                      |

### En club
| Saison | Championnat     | Championnat           | Championnat | Championnat | Championnat | Championnat | Championnat | Championnat | Sélection | Sélection | Sélection | Sélection | Sélection | Sélection | Sélection |
| Saison | Club            | Compétition           | Class.      | M           | Pts         | Ess.        | Buts        | Dp.         | Comp.     | M         | Pts       | Ess.      | Buts      | Dp.       |           |
| ------ | --------------- | --------------------- | ----------- | ----------- | ----------- | ----------- | ----------- | ----------- | --------- | --------- | --------- | --------- | --------- | --------- | --------- |
| 2016   | Sydney Roosters | National Rugby League | 15e         | 3           | -           | -           | -           | -           |           | -         | -         | -         | -         | -         |           |
| 2017   | Sydney Roosters | National Rugby League | Demi-finale | 16          | 20          | 5           | -           | -           |           | -         | -         | -         | -         | -         |           |
| 2018   | Sydney Roosters | National Rugby League | Champion    | 26          | 32          | 8           | -           | -           |           | 4         | 4         | 1         | -         | -         |           |
| 2019   | Sydney Roosters | National Rugby League | Champion    | 25          | 32          | 8           | -           | -           |           | 4         | 8         | 2         | -         | -         |           |
| 2020   | Sydney Roosters | National Rugby League | 2e tour     | 21          | 36          | 9           | -           | -           |           | -         | -         | -         | -         | -         |           |
| 2021   | Sydney Roosters | National Rugby League | 2e tour     | 23          | 40          | 10          | -           | -           |           | -         | -         | -         | -         | -         |           |
| 2022   | Sydney Roosters | National Rugby League | 1er tour    | 23          | 44          | 11          | -           | -           | CM        | 6         | 12        | 3         | -         | -         |           |
| 2023   | Sydney Roosters | National Rugby League | 2e tour     | 21          | 32          | 8           | -           | -           |           | 3         | -         | -         | -         | -         |           |
| 2024   | Sydney Roosters | National Rugby League | 1/2 finale  | 23          | 40          | 10          | -           | -           |           | -         | -         | -         | -         | -         |           |